# Cantó de Ville-en-Tardenois
El cantó de Ville-en-Tardenois és un cantó francès del departament del Marne, situat al districte de Reims. Té 38 municipis i el cap és Ville-en-Tardenois.

## Municipis
- Aougny
- Aubilly
- Bligny
- Bouilly
- Bouleuse
- Branscourt
- Brouillet
- Chambrecy
- Chaumuzy
- Coulommes-la-Montagne
- Courcelles-Sapicourt
- Courmas
- Écueil
- Faverolles-et-Coëmy
- Germigny
- Gueux
- Janvry
- Jouy-lès-Reims
- Lagery
- Lhéry
- Marfaux
- Méry-Prémecy
- Les Mesneux
- Muizon
- Pargny-lès-Reims
- Poilly
- Romigny
- Rosnay
- Sacy
- Saint-Euphraise-et-Clairizet
- Sarcy
- Savigny-sur-Ardres
- Serzy-et-Prin
- Tramery
- Treslon
- Ville-Dommange
- Ville-en-Tardenois
- Vrigny

## Història
| Data d'elecció                           | Identitat     | Partit          | Qualitat |
| ---------------------------------------- | ------------- | --------------- | -------- |
| 1945-1964                                | Maurice Mimin | SFIO            |          |
| 1964-2004                                | Albert Vecten | CD, després UDF |          |
| 2004-                                    | Michel Caquot | UMP             |          |
| les dades anteriors no són pas conegudes |               |                 |          |
|                                          |               |                 |          |

## Demografia
| A partir de 1990: Població sense dobles comptes |